# Сабвей 3-Стейдж Рейс
Сабвей 3-Стейдж Рейс (англ. Subway 3-Stage Race) — шоссейная многодневная велогонка, проходящая по территории Антигуа и Барбуды с 2010 года.

## История
Гонка была создана в 2010 году и изначально проводилась в рамках национального календаря. В 2021 году гонка вошла в календарь Американского тура UCI с категорией 2.2.
Маршрут гонки состоит из трёх этапов проводимых в течение двух дней. В первый день сначала проходит индивидуальная гонка, а затем критериу. Во второй день — групповая гонка. Дистанция имеет небольшой рельеф и полностью проходит по острову Антигуа.
Организатором гонки выступает Федерация велоспорта Антигуа и Барбуды (ABCF). Спонсором является сеть ресторанов Subway. Проводится в середине августа.

## Призёры
| Год  | Победитель       | Второй                    | Третий         |          |
| ---- | ---------------- | ------------------------- | -------------- | -------- |
| 2010 | Роберт Марш      | Джайм Бриджес             | Дейл Ричардсон |          |
| 2011 | Кьель Лафабуре   | Брайан Лин                | Гленн Кэмпбелл |          |
| 2012 | Марвин Спенсер   | Роберт Марш               | Джайм Бриджес  |          |
| 2013 | Андре Саймон     | Висенте Санабрия Мартинес | Джайм Бриджес  |          |
| 2014 |                  |                           |                |          |
| 2015 | Андре Саймон     |                           |                |          |
| 2016 | Марвин Спенсер   | Конрой Томас              | Элвин Меррик   |          |
| 2017 |                  |                           |                |          |
| 2018 | Джеффри Келсик   | Зефал Бейли               | Брам Сандерсон |          |
| 2019 | Конор Деланбануе | Хасани Хеннис             | Роберт Марш    |          |
| 2020 | отменено         | отменено                  | отменено       | отменено |
| 2021 | Джеффри Келсик   | Альберт Кюаммие           | Гере Коутс     |          |
| 2022 | отменено         | отменено                  | отменено       | отменено |
| 2023 | отменено         | отменено                  | отменено       | отменено |